# 张之纯
张之纯（？—？），男，江苏江阴人，中国清末民初学者。主要研究方向为先秦诸子、中国文学史等，著述颇丰。

## 重要著作

### 书籍
- 張之純編，評注諸子菁華錄，上海：商務印書館，民國5年-7年（1916年-1918年）
  - 第1册·諸子菁華錄卷一·晏子春秋
  - 第2册·諸子菁華錄卷二·荀子
  - 第3册·諸子菁華錄卷三·賈子新書
  - 第4册·諸子菁華錄卷四·董子春秋繁露
  - 第5册·諸子菁華錄卷五·揚子法言
  - 第6册·諸子菁華錄卷六·老子
  - 第7册·諸子菁華錄卷七·文子
  - 第8、9册·諸子菁華錄卷八·莊子
  - 第10册·諸子菁華錄卷九·列子
  - 第11册·諸子菁華錄卷十·鶡冠子
  - 第12、13册·諸子菁華錄卷十一·管子
  - 第14册·諸子菁華錄卷十二·商君書
  - 第15册·諸子菁華錄卷十三·韓非子
  - 第16册·諸子菁華錄卷十四·墨子
  - 第17册·諸子菁華錄卷十五·尸子
  - 第18、19册·諸子菁華錄卷十六·呂氏春秋
  - 第20册·諸子菁華錄卷十七·淮南子
  - 第21册·諸子菁華錄卷十八·孫子
- 張之純輯，江陰倭寇舊聞，民国8年（1919年）铅印本
- 張之純编纂，蒋维乔校订，中国文学史，上海：商务印书馆，1922年
- 張之純、庄庆祥编纂，文字源流：共和国教科书，上海：商务印书馆，民国3年（1914年）
- 張之純编纂，文字源流参考书（第三版），上海：商务印书馆，民国5年（1916年）
  - 张之纯编纂，文字源流参考书，台中县：文听阁图书有限公司，2009年
- 承培元撰，张之纯注，篆法辨诀，民国癸丑刊（1913年）

### 文章
- 張之純撰並書，叔苴吟，清光緒32年（1906年）
- 張之純撰，沈公子均家傳，载沈步洲等撰，顯考子均府君行述，年份不详
- 張之純輯，許伯清遺詩輯補，载 詩源辯體，上海：褧廬，1922年
- 張之純，张氏吉光集序，载 张南云輯，张氏吉光集
- 張之純，晴山堂帖跋，载 晴山堂法帖，上海：上海古籍出版社，1995年